# St-They (Cléden)

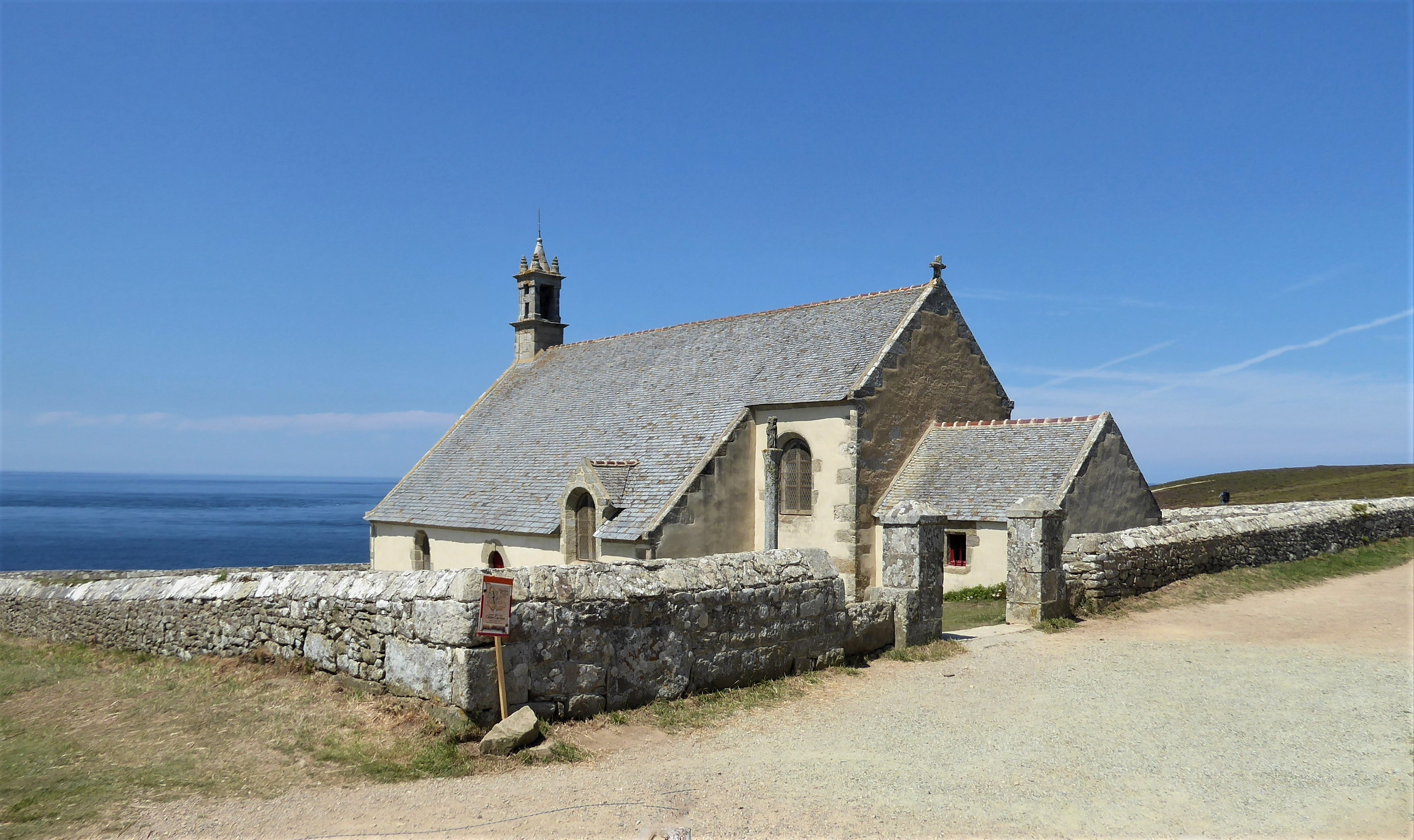
Ansicht der Kapelle von Südwesten

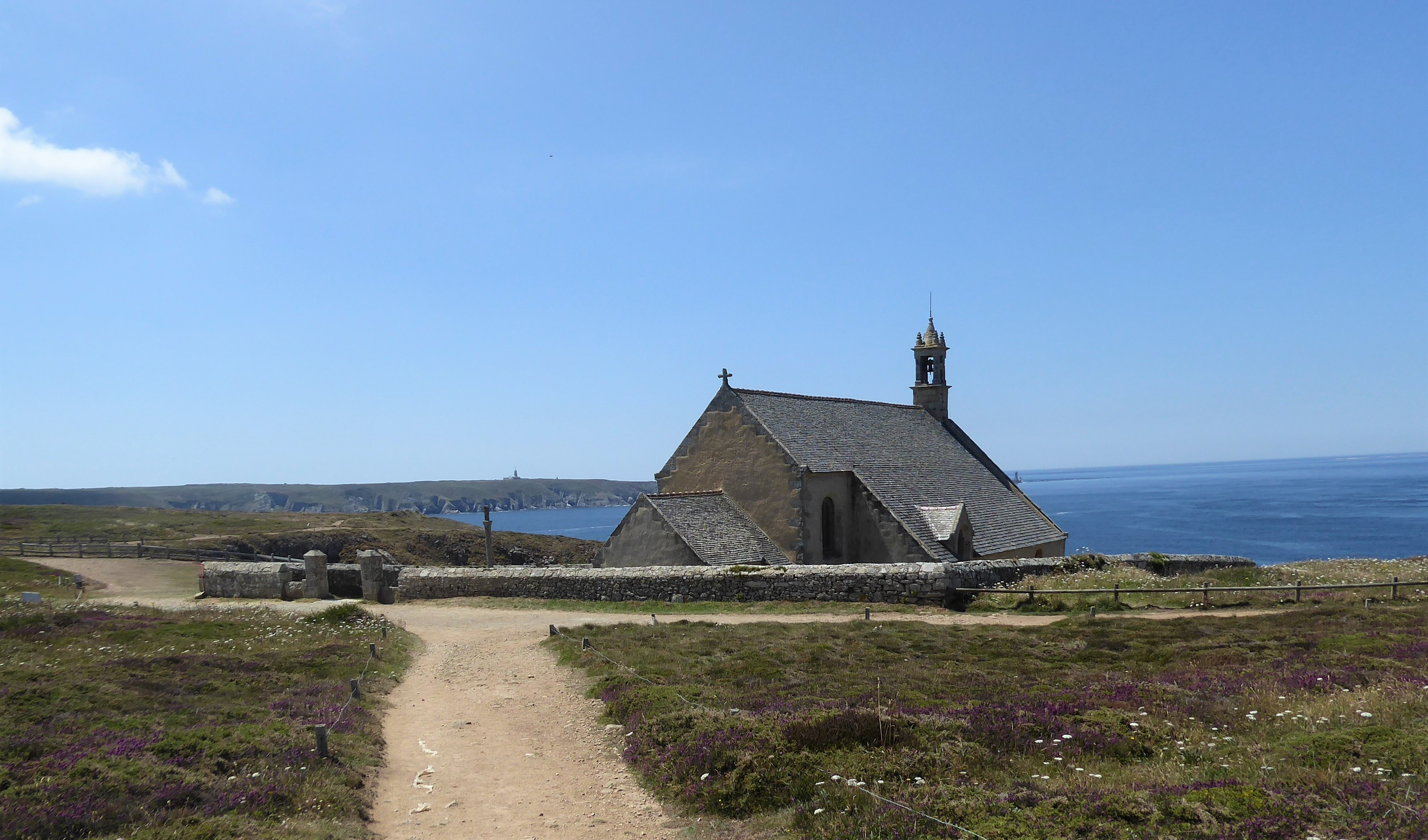
Die Kapelle mit dem Pointe du Raz im Hintergrund

St-They ist eine römisch-katholische Kapelle in Cléden-Cap-Sizun im Département Finistère in der Bretagne. Die Kapelle befindet sich unmittelbar an der Steilküste des Kap Pointe du Van am Rand einer Klippe mit Blick zur Baie des Trépassés. Sie ist seit 1914 als Monument historique klassifiziert.

## Geschichte
Die zu Ehren des bretonischen Heiligen They geweihte Kapelle geht im Kern auf ein spätgotisches Bauwerk des 16. Jahrhunderts zurück. They soll als Einsiedler im 6. Jahrhundert gelebt haben und Schüler des heiligen Guengalaenus im Umfeld der Abtei von Landévennec gewesen sein.
Über einen längeren Zeitraum erfolgte zwischen 1612 und 1674 ein grundlegender Umbau der Kapelle. Im Lauf des 19. Jahrhunderts fanden Renovierungsarbeiten statt. Die Kapelle umfasst ein dreischiffiges Langhaus mit einem anschließenden Rechteckchor. Der Ostgiebel stammt aus dem Jahr 1612, der Chorraum wurde 1636 angefügt. Ein Teil der Mauern ist mit 1668 bezeichnet. Der Westgiebel und der Glockenturm stammen von 1674.
Der 1682 von Grégoire Ansquer vergoldete Hochaltar wurde ursprünglich für die Pfarrkirche St-Clet in Cléden geschaffen. Er ist ein Werk des Zimmermanns Jean Le Masson aus Quimper, das im Jahr 1632 entstanden ist. Die Kapelle beherbergt als Ausstattung Statuen von St. They, St. Guengalaenus (Guénolé), St. Sebastian, der Jungfrau Maria, St. Laurentius, St. Collodan, St. Barbara sowie von St. Rochus.